# René Pagès
 (octobre 2023).
Si vous disposez d'ouvrages ou d'articles de référence ou si vous connaissez des sites web de qualité traitant du thème abordé ici, merci de compléter l'article en donnant les références utiles à sa vérifiabilité et en les liant à la section « Notes et références ».
René Pagès, né le 18 mai 1911 à Puimisson (Hérault), mort le 9 septembre 2001 à Bédarieux, est un homme politique français. Il a été député communiste de l'Hérault de 1956 à 1958.

## Biographie
Fils d'un cordonnier-bottier, René Pagès, après son certificat d'études primaires, travaille aux chemins de fer, qui deviennent SNCF en 1937. Adhérent à la CGT et au parti communiste, il est élu en 1955 conseiller général du canton de Bédarieux, lors d'une élection partielle. Ce succès lui vaut de figurer en seconde place, derrière Raoul Calas sur la liste des candidats communistes aux élections législatives du 2 janvier 1956. Il est élu député et siège durant la législature 1956-1958. Battu aux élections de 1958, il est, entre 1962 et 1968 le suppléant du député Paul Balmigère.

## Mandats électoraux
- Maire de Bédarieux : 1959 - 1977.
- Conseiller général de l'Hérault : 1955 - 1958 ; 1964 - 1976.
- Député de l'Hérault : 1956 - 1958.